# Knooppunt Sint-Stevens-Woluwe
De verkeerswisselaar van Sint-Stevens-Woluwe is een Belgisch knooppunt tussen de A3/E40 en de Brusselse Ring R0 nabij Sint-Stevens-Woluwe, een deelgemeente van Zaventem. Het is een turbineknooppunt. De verkeerswisselaar vormt een belangrijk knooppunt tussen de Brusselse Ring, de oostelijke toegangswegen tot het centrum van Brussel, en de verbindingswegen naar het oosten van het land.
| Aansluitende wegen | Aansluitende wegen     | Aansluitende wegen        | Aansluitende wegen | Aansluitende wegen |
| ------------------ | ---------------------- | ------------------------- | ------------------ | ------------------ |
|                    |                        | richting Gent / Antwerpen |                    |                    |
|                    |                        |                           |                    |                    |
| richting Brussel   | richting Luik / Leuven |                           |                    |                    |
|                    |                        |                           |                    |                    |
|                    |                        | richting Bergen / Namen   |                    |                    |

Aalbeke · Antwerpen-Centrum · Antwerpen-Haven · Antwerpen-Noord · Antwerpen-Oost · Antwerpen-West · Antwerpen-Zuid · Arquennes · Battice · Beaufays · Beveren · Bois-d'Haine · Brugge · Cerexhe · Charleroi-Nord · Charleroi-Sud · Cheratte · Daussoulx · Destelbergen · Doornik · Familleureux · Fexhe-Slins · Gent-Centrum · Gouy · Grâce-Hollogne · Groot-Bijgaarden · Hautrage · Hauts-Sarts · Heppignies · Heverlee · Hoog-Itter · Houdeng-Goegnies · Jabbeke · Jemappes · Kortrijk-West · Kortrijk-Zuid · Leonardkruispunt · Loncin · Lummen · Machelen · Marcinelle · Marquain · Merelbeke · Moorsele · Neufchâteau · Ranst · Sint-Stevens-Woluwe · Strombeek-Bever · Thiméon · Ville-sur-Haine · Vottem · Wilrijk-Valaar · Zaventem · Zwijnaarde